# Дианова, Валентина Михайловна
Валенти́на Миха́йловна Диа́нова (род. 22 июля 1949, Ленинград) — советский и российский философ и культуролог. Доктор философских наук, профессор.

## Биография
Окончила философский факультет ЛГУ имени А. А. Жданова (1972) и аспирантуру Ленинградского государственного института театра, музыки и кинематографии. В 1980 году под научным руководством доктора философских наук, профессора Л. В. Петрова защитила диссертацию на соискание учёной степени кандидата философских наук по теме «Театр как форма общения».
В 1999 году защитила диссертацию на соискание учёной степени доктора философских наук по теме «Постмодернистская философия искусства: истоки и современность». Научный консультант — доктор философских наук, профессор А. С. Колесников; официальные оппоненты: доктор философских наук, профессор М. С. Каган, Э. В. Соколов и Т. А. Апинян.
В 2002 году присвоено учёное звание профессора. Профессор кафедры культурологии Института философии СПбГУ.
Главный редактор Вестника Ассоциации философских факультетов и отделений «Философское образование»; член Редакционного совета и редакционной коллегии журнала «Обсерватория культуры», входит в состав Редакционного совета научного рецензируемого электронного издания «Международный журнал исследований культуры», а также редколлегии журнала Научно-образовательного культурологического общества России «Альманах НОКО» и журнала современной зарубежной философии и философской компаративистики ХОРА.
Автор более 50 публикаций научных и методических работ. Член двух докторских советов.

## Награды
Почётный профессор кафедры ЮНЕСКО по компаративным исследованиям духовных традиций, специфики их культур и межрелигиозного диалога (2009).

## Научные труды

### Монографии
- Дианова В. М. Художественная культура и искусство. Методологические проблемы. Сб. научн. трудов. Редактор-составитель В. М. Дианова. Л.: Изд-во ЛГИТМИК, 1987.
- Дианова В. М. Проблемы художественного творчества: от модернизма к постмодернизму. Методическая разработка. — СПб., 1997.
- Дианова В. М. Философия искусства (Античность. Средневековье). Учебное пособие. — СПб.:СПбГАТИ, 1999.
- Дианова В. М. Постмодернистская философия искусства: истоки и современность. — СПб.: «Петрополис», 1999. ISBN 5-86708-151-6, ISBN 5-866708-151-6 (ошибоч.)  (копия)
- Дианова В. М. Культурология: учебное пособие (в соавторстве), под общей ред. И. В. Радикова. СПб.: Астерион, 2004.
- Дианова В. М. Культурология: основные концепции: учебное пособие — СПб.: изд-во С.Петерб. ун-та, 2005.
- Дианова В. М. История и философия науки: Рабочие программы курсов для подготовки к сдаче кандидатских экзаменов по разделу «Философия науки»: метод. пособие / под ред. В. М. Диановой, Э. Ф. Караваева. СПб., 2006.
- Дианова В. М. Культурология: учебник для бакалавров / под ред. Ю. Н. Солонина, М. С. Кагана. — М.: Издательство Юрайт, 2013 (в соавторстве).
- Дианова В. М., Солонин Ю. Н. История культурологии: Учебник для бакалавров. 3-е изд. — М.: Издательство ЮРАЙТ, 2013.

### Статьи
- Дианова В. М. Воспитательная функция театра с позиций теории общения // О роли социалистической культуры и искусства в идейно-политическом, нравственном и эстетическом воспитании советских людей". III научно-теоретическая конференция аспирантов вузов и НИИ Министерства культуры и искусства СССР. — Кишинёв, 1976.
- Дианова В. М. Театр как форма общения // Методологические проблемы современного искусствознания. Вып. 2. — Л.: Изд-во Изд-во ЛГИТМИК, 1978.
- Дианова В. М. Актер и зритель: особенности диалогического мышления // Вопросы социологического изучения театра. — Л.: Изд-во ЛГИТМИК, 1979.
- Дианова В. М. Диалогическая природа театрального творчества // Методологические проблемы современного искусствознания. — Вып. 3. — Л.: Изд-во ЛГИТМИК, 1980.
- Дианова В. М. Особенности общения в театральном искусстве // Театр и художественная культура. (Социологические исследования театральной жизни). — М., 1980.
- Дианова В. М. Искусство как форма общения // Искусство в системе культуры. Социологические аспекты. — Л.: Изд-во ЛГИТМИК, 1981.
- Дианова В. М. О «Субботе» // Народные театры. Взгляд со стороны. Сами о себе. — М.: «Искусство», 1981.
- Дианова В. М. Общение в театральной художественно-творческой деятельности // Искусство и общение. — Л.: Изд-во ЛГИТМИК, 1984.
- Дианова В. М. Театр в художественной культуре Театр в художественной культуре // Художественная культура и искусство. Методологические проблемы. — Л.: Изд-во ЛГИТМИК, 1987.
- Дианова В. М. Запад и Восток о природе творчества // Научно-практическая конференция «Художник: профессия и призвание». Сборник тезисов. — СПб., 1994.
- Дианова В. М. Дианова В. М. К проблеме восприятия искусства // Искусство и эстетическая культура. Сб. научн. трудов. — Л.: Изд. ЛГИТМИК, 1994 (в савтор.)
- Дианова В. М. Образ колесницы в упанишадах, философии Платона и теории Фрейда // Методология исследования диалога философских культур: общее и особенное. Материалы межд. конференции С. Петербургского философского общества. СПб., 1995.
- Дианова В. М. Компаративный анализ индийской философии в трудах Б. В. Вышеславцева // Современная философия и философская компаративистика. Материалы межвузовской конференции С.Петербургского философского общества, СПб., 1995.
- Дианова В. М. Идеи восточной философии в интертекстуальном поле западного искусства // Материалы конференции «Проблемы интеграции философских культур в компаративистской перспективе». — СПб., 1996.
- Дианова В. М. Бытие и творчество в метафизике А. Арто // Антонен Арто и современная культура. Материалы межвузовской конференции. — СПб.: Изд-во Санкт-Петербург. гос. Акад. театр. иск-ва, 1996. — С. 26-35. (копия)
- Дианова В. М. Модернизм и постмодернизм (теория и художественная практика) // Смыслы культуры. Материалы международной научной конференции. — СПб., 1996.
- Дианова В. М. Ж. Бодрийар о тенденциях современного искусства // Международная научная конференция «Смыслы культуры». — СПб., 1996.
- Дианова В. М. Художественное творчество: поиски смыслов // Философия и вызов XXI века: Материалы конференции С.Петербургского философского общества, 1996.
- Дианова В. М. Ребенок в компьютерной реальности // Философия детства: тезисы докладов и сообщений III-й Международной конференции «Ребенок в современном мире». — СПб.: С. Петербургское философское общество, 1996.
- Дианова В. М. О специфике преподавания философии XX века в художественном вузе // Народы содружества независимых государств накануне третьего тысячелетия: реалии и перспективы. Тезисы Международного научного конгресса. Т. 4. СПб., 1996.
- Дианова В. М. Мировоззрение в постмодернистской ситуации //Гуманитарные науки в системе технического образования. Международная конференция: тезисы докладов. — СПб., 1996.
- Дианова В. М. Философские искания русского символизма // Структура философского знания и его эволюция в течение ХХ в России. Материалы Всероссийской конференции. — СПб.: С. Петербургское философское общество, СПб., 1996.
- Дианова В. М. Антонен Арто и современная культура/ Материалы межвузовской конференции/ Ред. составитель В. М. Дианова. СПб., 1996.
- Дианова В. М. Художественное творчество: к интеграции идей. Вяч. Иванов и А. Арто // Современная зарубежная философия: проблемы трансформации на рубеже XX—XXI веков/ Материалы конференции. — СПб.: С. Петербургское философское общество, 1996.
- Дианова В. М. Проблемы репрезентации в искусстве XX века // Человек -Философия — Гуманизм / Тезисы и выступления первого Российского философского конгресса. В 7-и т., т. 6. Философия культуры. — СПб., 1997.
- Дианова В. М. Художественное творчество в условиях постмодерна: проблема социальной мотивации и коммуникационные коды // Философия и цивилизация / Материалы Всероссийской конференции. Научно-изд. Центр «Кафедра», 1997.
- Дианова В. М. Ф. Джеймисон как теоретик постмодернизма // Философия Ричарда Рорти и постмодернизм конца XX века. Материалы межвузовской конференции. — СПб., 1997.
- Дианова В. М. Философское искусство в постмодернистской ситуации // Грани культуры. Вторая международная научная конференция. Тезисы докладов и выступлений. — СПб., 1997.
- Дианова В. М. Проблема единства смерти и творчества в произведениях М. Бланшо // Жизнь человека: опыт междисциплинарного исследования/ Материалы конференции. — СПб.: С. Петербургское философское общество, 1997.
- Дианова В. М. Самовыражение автора в художественном творчестве: традиции и новаторство // Культура философствования: проблемы и перспективы. Материалы Всероссийской научной конференции. — Уфа: Изд-во Башкирского университета, 1998.
- Дианова В. М. Типы интерпретации бессознательного в искусстве // Природа бессознательного. Материалы межвузовской конференции. — СПб.: Изд-во СПбГАТИ, 1998.
- Дианова В. М. Культура в постмодернистской ситуации // Философия культуры: учебное пособие: под ред. М. С. Кагана и др. — СПб., «Лань», 1998. — С. 351—362.
- Дианова В. М. Постмодернистская ситуация в культуре XX века // Философия культуры: Становление и развитие. — СПб., Издательство «Лань», 1998. — (Глава 12, п. 5. с. 351—362).
- Дианова В. М. Философия в жизни и творчестве А. Стриндберга // Август Стриндберг и мировая культура. Материалы Межвузовской научной конференции. Статьи. Сообщения. — СПб.: Изд-во «Левша», 1999. (копия)
- Дианова В. М. Художественное и научное освоение мира: современное состояние проблемы // Эстетика сегодня: состояние, перспективы. Материалы научной конференции. 20-21 октября 1999 г. Тезисы докладов и выступлений. — СПб.: Санкт-Петербургское философское общество, 1999. — С. 33-35.
- Дианова В. М. Философия искусства: необходимость возрождения // Позиции современной философии. Вып. 1. Новые образы философии XX века. — СПб.: Санкт-Петербургское философское общество, 1999.
- Дианова В. М. Повторение как категория нетрадиционной эстетики // Этическое и эстетическое: 40 лет спустя. Материалы научной конференции. 26-27 сентября 2000 г. Тезисы докладов и выступлений. — СПб.: Санкт-Петербургское философское общество, 2000. — С. 58-60
- Дианова В. М. Искусство как моделирование картин мира // Методология гуманитарного знания в перспективе XXI века. К 80-летию профессора Моисея Самойловича Кагана. Материалы международной научной конференции. 18 мая 2001 г. Санкт-Петербург. Серия «Symposium». Выпуск № 12. — СПб.: Санкт-Петербургское философское общество, 2001. — C. 290—293.
- Дианова В. М. Массовая художественная культура XX века сквозь призму теоретического наследия // Российская массовая культура конца XX века. Материалы круглого стола 4 декабря 2001 г. Санкт-Петербург. — СПб.: Санкт-Петербургское философское общество, 2001. — С. 63-71.
- Дианова В. М. Культурологическая мысль и рациональная философия // Философский век. Альманах. Вып. 17. История идей как методология гуманитарных исследований. Ч. 1. — СПб., 2001. — С. 161—164. — 370 с. (копия)
- Дианова В. М. Ритуал. Традиция. Постмодерн // Ритуальное пространство культуры/ Материалы международного форума. Изд-во С.Петербургского философского общества. — СПб., 2001
- Дианова В. М. Универсальный человек // Науки о человеке в современном мире / Философский век, альманах, вып. 21, ч. 1. —СПб., 2002. — С. 22-26.
- Дианова В. М. Концепция циклического развития культуры Джамбаттисты Вико и её последователи // Studia culturae. Альманах кафедры философии культуры и культурологии и Центра изучения культуры философского факультета Санкт-Петербургского государственного университета. Выпуск 2. — СПб.: Санкт-Петербургское философское общество, 2002. — С. 43-56.
- Дианова В. М. Джамбаттиста Вико как культуролог // Мировая культура XVII—XVIII веков как метатекст: дискурсы, жанры, стили. Материалы Международного научного симпозиума «Восьмые Лафонтеновские чтения». Серия «Symposium», выпуск 26. СПб.: Санкт-Петербургское философское общество, 2002. — С. 21-24.
- Дианова В. М. Российский постмодернизм (лекция) // Культурные ценности и практики культуры: структура духовного мира современной России. Серия "Образование и ценностные ориентации (научно-методическое обеспечение). Вып. 2. — Под ред. С. И. Дудника, Е. Г. Соколова. — СПб., С.-Петербургское философ. об-во, 2003. — С. 63-78.
- Дианова В. М. Культурный плюрализм в условиях глобализации // «Россия и Грузия: диалог и родство культур» / Под ред. В. В. Парцвания — СПб.: Санкт-Петербургское философское общество, 2003. — С. 93-103
- Дианова В. М. Постмодернизм как феномен культуры // Введение в культурологию: Курс лекций / Под ред. Ю. Н. Солонина, Е. Г. Соколова. — СПб., 2003. — С. 125—130
- Дианова В. М. Философия истории: преемственность, параллели, развитие // Рабочие тетради по компаративистике. Сравнительные исследования в политических и социальных науках. — СПб., 2003.
- Дианова В. М. Плюрализм как черта универсальной культуры// Studia culturae. Вып. 4. Альманах кафедры философии культуры и культурологии и Центра изучения культуры философского факультета СПбГУ: СПб.: СПбГУ, 2003.
- Дианова В. М. Постмодернистские стратегии путешествия в смысловые пространства // Культурное пространство путешествий. Материалы научного форума. СПб., 2003.
- Дианова В. М. Циклические модели в культурологии: история и современность // Философские науки: Спец. вып. «Философский Петербург»: Прил. к журн. «Философские науки»; М-во образования Рос. Федерации, Акад. гуманитар. исслед.; (отв. редакторы — Солонин Ю. Н.)
- Дианова В. М. Проблемы художественной культуры в постмодернистской ситуации // Диалог культур-2004: в поисках новой гуманитарной парадигмы // Материалы III научно-практической конференции (15 апреля 2004 г.). — СПб.: Астерион, 2004. — C. 45-48. (копия)
- Дианова В. М. Концептуальное искусство и интеллектуальное удовольствие // Феномен удовольствия в культуре/Материалы международного форума. — СПб.: СПбГУ, Центр изучения культуры, 2004. — С. 240—242. (копия)
- Дианова В. М. Из истории формирования в России социокультурных концепций циклического развития // Циклические ритмы в истории, культуре, искусстве. — М.: Наука, 2004.
- Дианова В. М. Циклические модели в культурологии: история и современность // Философский Петербург. Приложение к журналу «Философские науки». Специальный выпуск. — М., 2004.
- Дианова В. М. Интертекстуальность искусства как пролог к универсализации культуры // Studia culturae. Вып. 7. Альманах кафедры философии культуры и культурологии и Центра изучения культуры философского факультета СПбГУ: СПб., 2004.
- Дианова В. М. Претворение процессов универсализации культуры в художественной практике // Глобальное пространство культуры. Материалы международного форума 12-16 апреля 2005 г. — СПб.: Центр изучения культуры, 2005. — С. 267—270. — 526 с.
- Дианова В. М. Болонский процесс и задачи российского высшего образования // Обсерватория культуры. — М., 2005. — № 6. — С. 88-91.
- Дианова В. М. Болонский процесс и задачи высшего гуманитарного образования // Обсерватория культуры. — 2005. — № 6.
- Дианова В. М. Болонский процесс и задачи отечественного образования // Studia culturae. Вып. 8. Альманах кафедры философии и культурологии и Центра изучения культуры философского факультета СПбГУ. — СПб.: Санкт-Петербургское философское общество, 2005.
- Дианова В. М. Культурология в исторической ретроспективе // Культурологические чтения. Научно-теоретический альманах. — СПб., 2005.
- Дианова В. М. Процессы универсализации культуры в контексте глобализации //Культура на рубеже XX—XXI веков: глобализационные процессы. Материалы международной конференции, организованной Гос. институтом искусствознания и Научным советом Российской академии наук «История мировой культуры». — М.: Государственный институт искусствознания, 2005. — С. 136—151.
- Дианова В. М. Научно-методическая конференция философского факультета СПбГУ — 2005 // Философия и образование: Альманах по философии образования, эвристике, методологии и методике преподавания социогуманитарных дисциплин. — СПб.: СПбГУ, 2005. — С. 184—199. — (Методические записки. Выпуск 1.) — ISBN 5-87403-075-1
- Дианова В. М. Научно-методическая конференция философского факультета СПбГУ — 2006. // Философия и наука: Альманах по философии образования, эвристике, методологии и методике преподавания социогуманитарных дисциплин. — СПб.: СПбГУ, 2006. — С. 227—257. ISBN 5-288-04150-4 (Методические записки. Выпуск 2.)
- Дианова В. М. Глобализационные процессы и задачи культурологии // Первый Российский культурологический конгресс / Программа. Тезисы докладов. — СПб., Эйдос, 2006. — С. 412.
- Дианова В. М. Космополитизм в эпоху глобализации // Вопросы культурологии. — 2007. — № 1. — С. 8-12.
- Дианова В. М. Универсалии культуры как основа межцивилизационного диалога // Диалог цивилизаций: философские, культурологические, исторические аспекты: Материалы международной конференции: Каир, 26-29 ноября 2007 г. / Науч. ред. В. С. Бухмин; сост. М. Д. Щелкунов. — Казань: Изд-во Казан. гос. ун-та, 2008. — С. 28-36. — 140 с.
- Дианова В. М. Философия художественного авангарда в эпоху глобализации // Философия в поисках и спорах. Петербургские сюжеты / Под ред. Б. В. Маркова, Ю. М. Шилкова. — СПб.: Изд-во С.-Петерб. ун-та, 2007. — С. 255—263. — 272 с.
- Дианова В. М. Философия художественного авангарда в эпоху глобализации // Философия в поисках и спорах. Петербургские сюжеты /под ред. Б. В. Маркова, Ю. М. Шилкова. — СПб., 2007.
- Дианова В. М. Этика межкультурного диалога и художественная практика XX—XXI веков // Культурное пространство Монголии и Восточной Сибири: диалог культур: сб. статей. — Улан-Батор, 2007.
- Дианова В. М. Универсализация культуры как основа межцивилизационного диалога // Диалог цивилизаций: философские, культурологические, исторические аспекты. Материалы междун. конференции: Каир, 26-29 ноября 2007 г. Казань, 2008.
- Дианова В. М. Универсализация культуры и проблемы поликультурного образования // Культурное многообразие: от прошлого к будущему / Второй Российский культурологический конгресс с международным участием / Программа. Тезисы докладов и сообщений. —СПб.: Эйдос, Астерион, 2008. — С. 308—309.
- Дианова В. М. Миссия культурологии в формировании универсального мировоззрения // Инновационный потенциал культурологии и её функции в системе гуманитарного знания: Материалы Второго собрания российского культурологического общества и научно-практического семинара 7-8 апреля 2008 года. — СПб: Изд-во РХГА, 2008. — С. 119—123. — 398 с.
- Дианова В. М. О внедрении новых методик оценивания знаний студентов // Развитие научно-образовательного сотрудничества вузов России и США в области гуманитарных наук: сборник материалов Международного научно-практического семинара / сост. канд. пед. наук Тепоян Т. А. — Ростов н/Д: Изд-во ЮФУ, 2008. — С. 78-93. — 232 с.
- Дианова В. М. Искусство и проблемы глобализации культуры // Фундаментальные проблемы культурологии: в 4 т. Т. III: Культурная динамика/ отв. ред. Д. Л. Спивак. — СПб.: Алетейя, 2008. — С. 505—515.
- Дианова В. М. Ландшафтные миры искусства в этическом измерении // Современность/Post: альманах социокультурных исследований: вып. 2 [текст] / под ред. Е. А. Карцева, Г. И. Зверевой. Гос. ун-т — Высшая школа экономики. — М.: Изд. Дом. ГУ ВШЭ, 2008. — С. 91-106. — 303 с.
- Дианова В. М. Россия и Монголия в контексте исторических этапов глобализации // Россия—Монголия: самобытность и взаимовлияние культур в условиях глобализации (вместо предисловия) / Отв. ред. В. М. Дианова, К. Ю. Солонин. — СПб., 2009. — С. 6 — 15.
- Дианова В. М. Философское сообщество России: формы консолидации // Философия в контексте культуры: Сборник трудов Межрегиональной заочной научно-практической конференции. Ноябрь 2009 г., Россия, г. Брянск. — Брянск, 2009. — С. 3-9.
- Дианова В. М. О научном сотрудничестве между Восточно-Сибирской государственной академией культуры и искусств, Монгольским государственным университетом культуры и искусств, Санкт-Петербургским государственным университетом и Кафедрой ЮНЕСКО // ВСГАКИ — первый вуз культуры в Сибири: 50 лет. У.-У., 2010.
- Дианова В. М. Феномен транснационального искусства как движение к универсализации культуры // Обсерватория культуры. — 2010. — № 4. — С. 36-41.
- Дианова В. М. Историческая эволюция трактовок универсализации культуры // Диалог культур и партнерство цивилизаций: становление глобальной культуры: Х Международные Лихачевские чтения, 13-14 мая 2010 г. — СПб.: СПбГУП, 2010. — С. 319—321.
- Дианова В. М. «Реформа университетского образования — веление времени» (от редколлегии) // Философское образование: Вестник Ассоциации философских факультетов и отделений. — М.; СПб.:СПбГУ, 2010. — С. 6—12. (Методические записки. Вып. 5). ISSN 20763883 (копия)
- Дианова В. М. Постмодернистские стратегии и глобалистика: к проблеме теоретической преемственности // Третий Российский культурологический конгресс с международным участием «Креативность в пространстве традиции и инновации»: Тезисы докладов и сообщений. — СПб.: Эйдос, 2010. — С. 479.
- Дианова В. М. Феномен транснационального искусства как движение к универсализации культуры // Обсерватория культуры. — 2010. — № 4.
- Дианова В. М. Монголия как сокровищница культурной самобытности в признании мировой общественности // Россия — Монголия: культурная идентичность и межкультурное взаимодействие / Отв. ред. В. М. Дианова. — СПб., 2011. — С. 6-18. (копия)
- Дианова В. М. К построению теории межкультурного взаимодействия // Международные отношения и диалог культур / Под ред. И. Д. Осипова, С. Н. Погодина. — СПб: Изд-во Политехнического ун-та, 2011. — С. 11-19. (копия)
- Дианова В. М. Инициативы ЮНЕСКО в области совершенствования и развития философского образования // Философское образование: Вестник Ассоциации философских факультетов и отделений. Вып 2. (Методические записки, выпуск 6). — М., СПб., Праксис, 2011. — С. 83-93.
- Дианова В. М. Желающее производство: человек в трактовке Ж. Делёза и Ф. Гваттари // Человек. — 2011. — № 5. — С. 108—118.
- Дианова В. М. Социокультурные трансформации как неотъемлемая составляющая генезиса культуры // «Культура монголоязычных народов в глобализирующемся пространстве», Международный научный форум (2012; Элиста). Международный научный форум «Культура монголоязычных народов в глобализирующемся пространстве», 24-27 октября 2012 г. [Текст]: материалы / редкол.: Б. К. Салаев [и др.]. Мин-во образования, культуры и науки РК, КалмГУ, СПбГУ, МГУКИ, Калмыцкий хурул «Золотая обитель Будды Шакьямуни». — Элиста: Изд-во Калм. ун-та, 2012. — С. 95-96.
- Дианова В. М. Современные подходы в изучении культуры // Монголын соёл, урлаг судлал (Вопросы культурологии и искусствоведения Монголии), XVI. Улаанбаатар, 2012. — С. 87-107. ISBN 978-99962-58-33-6
- Дианова В. М. Разнообразие форм культурного взаимодействия // Монголын соёл, урлаг судлал (Вопросы культурологии и искусствоведения Монголии), XVI. Улаанбаатар, 2012. — С. 124—131. ISBN 978-99962-58-33-6
- Дианова В. М. К проблеме самоопределения культурологического дискурса // Обсерватория культуры. — 2012. — № 1. — С. 4-7.
- Дианова В. М. Конституирование культурологии в пространстве гуманитарного знания // Философское образование: Вестник Ассоциации философских факультетов и отделений. — СПб. — 2012. — 1 (3).
- Дианова В. М. Философский и культурологический дискурс: прогрессирующая размытость границ // Философия- философия культуры — культурология: новые водоразделы и перспективы взаимодействия / (7-9 апреля 2011., Белые Столбы). — М., 2012. — C.37-41.

### Научная редакция
- Природа бессознательного / Редактор сост. В. М. Дианова/ Материалы межвузовской конференции. — СПб.:Изд-во СПбГАТИ, 1998.
- Август Стриндберг и мировая культура / Материалы Межвузовской научной конференции. Статьи. Сообщения. Редактор-составитель В. М. Дианова. — СПб.: Изд-во «Левша», 1999.

### Рецензии
- Дианова В. М. (Рецензия) Курбановский А. А. Незапный мрак: очерки по археологии визуальности // Искусствознание’3-4/07(XXX) — М., 2007. — С. 636—639.

### Разоблачение
- Дианова В. М. Без комментариев // Политика и образование: Альманах по философии образования, эвристике, методологии и методике преподавания социо-гуманитарных дисциплин. — СПб.: СПбГУ (2008) — С. 324—336. — (Методические записки. Выпуск 4.) ISBN 978-5-288-04691-9

## Интервью
- Дьяков А. В. «Постмодерн не ушёл». Беседа с В. М. Диановой // ХОРА. 2009. 1 (7). — С. 159—165.